# Marnham
Marnham est une paroisse civile du Nottinghamshire dans le district de Bassetlaw en Angleterre. 

## Description
La paroisse inclut Low Marnham, High Marnham (en) et Skegby. Elle se situe au nord-est du comté et au sud-est du district.
Marnham partage un conseil paroissial avec Normanton on Trent,. 
Sept bâtiments sont classés à Marnham :
- Église Saint-Wilfrid de Low Marnham
- Marnham Hall
- Pigeonnier du manoir de Skegby
- Manoir de Skegby
- Salle des fêtes et mur
- Cour d'équipage et champ de tir de la grange de Grange Farm
- Grange Farm Farmhouse

La paroisse comptait au recensement de 2011 117 habitants.

## Histoire
Roger de Busli (en), à l'époque du Domesday (1086), est le principal propriétaire foncier du manoir de Marnham ainsi qu'au-delà. De là, William de Kewles devient seigneur du manoir, puis le manoir passe aux mains des Chaworth. Elizabeth, la fille et héritière de George Chaworth, porte les propriétés par son mariage avec William Cope. En 1853, Earl Brownlow (en) est le principal Lord of the manor de Marnham.
Low Marnham a un lien notable avec le mouvement protestant du début du XVIIe siècle et le « Mayflower Trail » qui retrace généralement le développement du puritanisme de Babworth à Scrooby et Austerfield. La route « Mayflower » y commence, car c'est là que le chef spirituel des séparatistes de Scrooby, Richard Clyfton (en), occupe brièvement son premier poste de vicaire en 1586, avant de prendre le poste à Babworth quelques mois plus tard,. C'est également là que John Smyth, le premier baptiste, est impliqué dans une émeute, peut-être pour aider à prendre le contrôle de la chapelle aux puritains, et est traduit en justice en 1604.

### Marnham Hall
Marnham Hall comprend un grand manoir, classé Grade II, situé dans un vaste terrain et situé à proximité du Trent à High Marnham. La partie la plus ancienne date du XVIe siècle. Des travaux de rénovation et de revêtement ont lieu au début du XVIIIe siècle. La famille Cartwright occupe la demeure pendant 250 ans.
La famille est célèbre pour la « génération dorée » née au milieu des années 1700. L'explorateur George Cartwright y amène un petit groupe d'Inuits mais la plupart meurent de la variole peu de temps après. Lui et son frère, John Cartwright ou « Jack » explorent Terre-Neuve mais George n'ayant plus d'argent, il vend Marnham Hall à son jeune frère John. Il essaie, en outre, d'aider son frère Edmond, un ecclésiastique qui inventa le métier à tisser mécanique en 1784 mais qui rencontra ensuite des difficultés en essayant de gérer une entreprise textile. Le « Moulin à révolution » qu'ils ont installé à Retford échoue. Edmund a vécu à Low Marnham jusqu'à la fin du XVIIIe siècle et a ensuite construit Ossington Hall (en).
Edmond est également le père de « Mrs Markham (en) », l'écrivaine pour enfants Elizabeth Penrose. Il a créé d'autres inventions telles que la machine à peigner la laine et a également été vicaire de Marnham dans les années 1770. Jack vend Marnham aux Brownlow et déménage dans le Lincolnshire. Marnham Hall est alors rénové, une partie est démolie et reconstruite vers 1789-1793. Le siège de Brownlows est Belton House dans le Lincolnshire et Marnham est donc loué à des fermiers. Le domaine est resté dans la famille Brownlow/Cust jusqu'à la mort du 3e comte en 1921, bien qu'il y ait eu des ventes de parties de la région de Marnham à partir de 1920.

### XIXe–XXesiècle
Earl Brownlow construit une école en face de l'église de Low Marnham en 1823. Elle a ensuite été utilisée comme église, avant de devenir une salle des fêtes.
Skegby Manor est une ferme de 285 acres. Charles Francis Wade en était propriétaire au milieu des années 1800. Leur fils Richard Wade s'associe au cabinet d'avocats Sharpe pour créer la Sharpe & Wade basée à Market Deeping pendant de nombreuses années et dirigée par plusieurs générations de la famille Wade. Il était également seigneur du manoir à Skegby en 1927, le manoir étant loué à des métayers.
En 1835, le White's Directory signale trois fermes et trois cottages à Skegby.
Jusqu'en 1866, Grassthorpe est un canton de la paroisse de Marnham.
À la fin du XIXe siècle, les villages de Marnham portent des noms alternatifs - Ferry ou Upper (High) Marnham et Church ou Lower (Low) Marnham,.
Le service de ferry, en place depuis de nombreux siècles entre Marnham et South Clifton, est utilisé jusqu'au début du XXe siècle.
Une partie de la paroisse de Marnham est transférée à South Clifton le 25 mars 1885 puis le 1er avril 1935. 137 acres sont transférés de Normanton on Trent à Marnham, une zone transférée qui comptait alors 2 habitants en 1931.